# William Des Vœux
Sir George William Des Vœux, né le 22 septembre 1834 à Baden-Baden et mort le 15 décembre 1909 à Brighton, est un gouverneur colonial britannique.

## Biographie

### Origines et études
Huitième des neuf enfants d’un ministre anglican et petit-fils de Sir Charles Des Voeux qui est député à la Chambre des communes irlandaise à la fin du XVIIIe siècle, il grandit à Londres puis à Leamington. Il est contraint d'interrompre ses études au Balliol College de l'université d'Oxford car son père refuse de le soutenir financièrement à moins qu'il suive sa voie et entre dans le clergé. Ayant pour sa part rejeté « toutes les religions », « athée avoué », William Des Vœux émigre au Canada en 1856, et y obtient en 1858 un licence ès arts de l'université de Toronto.

### Débuts dans l'administration coloniale
Après des études de droit au Canada, il est admis au barreau en 1861, et obtient d'être nommé magistrat en Guyane britannique en 1863. De convictions « libérales plutôt ardentes », il est choqué par ce qu'il perçoit comme l'oppression des ouvriers agricoles indiens soumis à un statut d’indenture sur les plantations de la colonie, et prend leur partie dans les jugements qu'il rend contre leurs employeurs. S'attirant l'hostilité des propriétaires des plantations, il demande à être muté vers une autre colonie. 
En 1869, il obtient d'être nommé « administrateur et secrétaire » au gouvernement colonial britannique de Sainte-Lucie. Depuis Sainte-Lucie, il écrit au secrétaire d'État aux Colonies à Londres, Lord Granville, pour dénoncer l'exploitation des ouvriers indiens en Guyane britannique. Sa lettre, rendue publique dans le journal The Times, aboutit à une commission royale qui enquête sur les conditions de travail de ces ouvriers, et qui les réforme et les améliore dans une certaine mesure. À Sainte-Lucie, William Des Vœux « réorganise et codifie » le système juridique hérité de l'époque coloniale française. Il assainie les finances de la colonie et fait ouvrir une usine de traitement du sucre.

### Gouverneur des Fidji (1880-1886)
De 1878 à 1879 il exerce brièvement le rôle de gouverneur des Fidji en l'absence du gouverneur Arthur Gordon, avant de retourner à Sainte-Lucie. Les Fidji étant la première colonie britannique (autre que la Nouvelle-Zélande) dans les îles du Pacifique, Arthur Gordon, premier gouverneur, y a institué un modèle de gouvernement colonial en coopération avec les chefs fidjiens autochtones, et William Des Vœux est accueilli par une assemblée de chefs qui le reconnaissent formellement comme « chef-en-chef » (head chief, en anglais). Durant ses quelques mois à la tête de la colonie, Ratu Seru Cakobau (qui avait été le roi des Fidji de 1871 à 1874), Enele Maʻafu et d'autres grands chefs fidjiens dînent fréquemment à sa table. Contrevenant aux souhaits d'Arthur Gordon, William Des Vœux rejette la demande des chefs de l'île de Rotuma d'être annexés à la colonie. Les chefs souhaitent l'annexion pour les préserver du risque d'une guerre civile, mais William Des Vœux estime que Rotuma est trop distante géographiquement et trop différente culturellement pour être rattachée aux Fidji ; il estime par ailleurs que le coût de son administration serait trop élevé.
Lorsque Arthur Gordon quitte définitivement les Fidji et devient gouverneur de Nouvelle-Zélande, il souhaite conserver l'autorité à distance sur la politique autochtone de son successeur, et souhaite que celui-ci ne soit que « lieutenant-gouverneur » afin qu'il lui soit subordonné. William Des Vœux refuse de lui succéder à ces conditions, et n'accepte qu'après avoir obtenu d'avoir à la fois le titre et les pouvoirs d'un gouverneur de rang plein. Il devient ainsi le second gouverneur des Fidji en 1880. Il fait déplacer la capitale de la colonie de Levuka vers Suva, et par ailleurs poursuit la politique de son prédécesseur de gouvernement par coopération avec les chefs autochtones. Sur ordre de Londres, il doit finalement accepter en 1881 le rattachement de Rotuma à la colonie. En 1883, il est fait chevalier. En 1886, malade, souffrant et contraint de demeurer allongé, il obtient de quitter ses fonctions et de revenir au Royaume-Uni,,.
La rue Des Vœux à Suva, rue où se trouve l'Alliance française, porte son nom, de même que le pic Des Vœux, la deuxième plus haute montagne des Fidji, sur l'île de Taveuni.

### Gouverneur de Terre-Neuve (1886-1887)
Souhaitant, pour sa santé, ne pas retourner aux tropiques, il dépose sa candidature pour le poste de gouverneur de Terre-Neuve. Les Terreneuviens ne parvenant pas à s'accorder sur une candidature locale à proposer à Londres, le gouvernement britannique nomme à ce poste William Des Vœux. 
Les tensions religieuses sont à cette date également politiques dans la colonie, le gouvernement conservateur du Premier ministre Robert Thorburn (en) étant protestant tandis que l'opposition libérale menée par William Whiteway est catholique. Pour désamorcer ces tensions, William Des Vœux parvient à négocier un gouvernement d'union des deux partis à l'été 1886. Il défend par ailleurs auprès de Londres, et avec succès, la volonté du gouvernement de Terre-Neuve de défendre les intérêts des pêcheurs locaux en interdisant l'achat à Terre-Neuve d'appâts par des navires de pêche français. Apprécié du gouvernement local et de la population, il est considéré comme « l’un des meilleurs gouverneurs de Terre-Neuve ».

### Gouverneur de Hong Kong (1887-1891)
Bien qu'il se plaise à Terre-Neuve, William Des Vœux accepte une promotion au poste de gouverneur de Hong Kong. À nouveau malade, il démissionne en 1891 et prend sa retraite à Londres. Il est fait chevalier grand-croix de l’ordre de Saint-Michel et Saint-Georges en 1893, et publie en 1903 ses mémoires de ses années dans l'administration coloniale,.